# David Berkowitz
David Richard Berkowitz, nascido como Richard David Falco (Nova Iorque, 1 de junho de 1953) também conhecido como o Filho de Sam (do inglês: Son of Sam) e o Assassino do Calibre .44, é um assassino em série (serial killer) estadunidense, que aterrorizou a cidade de Nova Iorque com crimes praticados durante julho de 1976 e agosto de 1977, até ser preso.
Ao ser preso em agosto de 1977, Berkowitz confessou o assassinato de seis pessoas e os ferimentos em sete outras, com disparos de seu revólver Charter Arms Bulldog com calibre 44. Dizia ser ordenado por um demônio que possuíra um cachorro da vizinhança a cometer crimes. Ainda em cumprimento da pena após condenação de seis prisões perpétuas. 
Berkowitz mudou sua confissão durante uma entrevista ao jornalista investigativo Maury Terry (conforme o seu livro Ultimate Evil, retratado na série da plataforma Netflix "The Sons of Sam") e se dizia responsável por atirar em apenas dois casos, matando três pessoas e ferindo uma quarta. Quanto às demais vítimas, alegou terem sido atacadas por um "culto satânico" do qual seria membro, com possível envolvimento de mais pessoas nos crimes. Alguns advogados e jornalista dão crédito a essa versão, como John Hockenberry da NBC e os policiais que trabalharam no caso. Hockenberry informou que o caso do Filho de Sam foi reaberto em 1996 e 2004 e atualmente assim continua.

## Biografia

### Infância
Berkowitz recebeu o nome de nascimento de Richard David Falco em Brooklyn, Nova Iorque em 1953. Sua mãe, Betty Broder, foi casada com Anthony Falco. Tiveram uma filha antes de se divorciarem. Depois, ela teve um caso com um homem casado, Joseph Kleinman, e engravidou. Kleinman teria sugerido o aborto mas ela teve o filho e registrou Falco como o pai.
Com uma semana de idade, a criança foi adotada pelo casal de lojistas Nathan e Pearl Berkowitz, que mudaram seu nome e lhe deram o sobrenome da família. Berkowitz foi então criado no Bronx.
John Vincent Sanders escreveu que na infância, Berkowitz tinha a inteligência acima da média mas perdeu o interesse pelas aulas, iniciando uma infância problemática com tendências piromaníacas. A mãe adotiva de Berkowitz morreu de câncer aos trinta anos e ele não gostou da segunda esposa de seu pai. Ele contou que sua madrasta tinha interesse por bruxaria e ocultismo.

### Adolescência
Em 1969, aos 16 anos, Berkowitz esteve no Festival de Woodstock. Ele se alistou no Exército em 1971 e deu baixa honrosa em 1974. Ele não esteve na Guerra do Vietnam, ficando baseado nos Estados Unidos e na Coreia do Sul.

### Adulto
Ao retornar ao Bronx, procurou uma faculdade comunitária e tentou um trabalho temporário como motorista de táxi e também como carteiro.
Em 1974 Berkowitz encontrou sua mãe verdadeira, Betty Falco. Em poucas visitas ele soube da sua concepção ilegítima e o nascimento, o que aumentou seus distúrbios. Ele se afastou da mãe mas manteve contato com a meio-irmã, Roslyn. Descobriu-se depois, que os crimes iniciaram ao ter ciência da adoção.
David serviu ao exército norte-americano, atuando na Coreia do Sul, ao retornar começou a trabalhar em uma agência de correspondência. Ao ser preso trabalhava como carteiro.

## A seita
Após sua admissão na prisão de Sullivan, Berkowitz alega juntar-se a uma seita satânica na primavera de 1975. Inicialmente, conforme seu relato, o grupo se envolveu em atividades tais como comunicação com os espíritos e previsões do futuro. Posteriormente, contudo, Berkowitz disse que o grupo começou a consumir drogas, pornografia sádica e a cometer crimes violentos.

## O início dos assassinatos

### Primeiros ataques
Berkowitz declarou que o primeiro ataque a uma mulher ocorreu em 1975, esfaqueando uma religiosa. Essa vítima nunca foi identificada mas uma outra, Michelle Forman, foi seriamente machucada e teve que ser internada em um hospital. Pouco depois, Berkowitz mudou para um apartamento na cidade norte-americana de Yonkers.

### Donna Lauria e Jody Valenti
Por volta da uma da manhã de 29 de julho de 1976, Mike e Rose Lauria retornavam para o seu apartamento em Pelham Bay após jantarem fora. A filha Donna, 18, e a amiga dela Jody Valenti, 19, estavam no veículo dos Valenti, um Oldsmobile, estacionado do lado de fora da residência. Mike Lauria concordou que o cachorro poodle da família ficasse com elas. Ele teria visto um homem dormindo num carro amarelo estacionado do outro lado da rua. Os vizinhos também avisaram a polícia sobre um carro dessa cor rondando a área, horas antes dos disparos.
Depois que seus pais entraram, Donna Lauria abriu a porta do carro e viu um homem se aproximando rapidamente. De um saco de papel que carregava, ele tirou um revólver e o disparou por três vezes. Donna recebeu uma bala que a matou quase instantaneamente, Valenti levou um tiro na perna e a terceira bala se perdeu. O atirador fugiu.
Valenti, que sobreviveria aos ferimentos, disse que não reconhecera o assassino. Ela o descreveu como um homem branco de 30 anos, de cabelo curto. Essa descrição batia com a de Mike Lauria do homem que estava no carro amarelo.
Detetives da Oitava Delegacia de Homicídos de Nova Iorque recolheram poucas pistas. A mais importante foi a de que a arma usada era uma Charter Arms Bulldog calibre .44, um revólver poderoso de cinco tiros para ser usado a curta distância.
A polícia seguiria duas hipóteses: a de que o atirador fosse um admirador secreto da popular Donna ou que o atirador se enganara e atingira a pessoa errada. Os vizinhos tinham visto recentes atividades mafiosas e a polícia achava que Mike Lauria tivesse algum envolvimento com o crime organizado.
Berkowitz disse que deu os tiros e que os membros do culto participaram do crime, vigiando e seguindo as vítimas.

### Carl Denaro e Rosemary Keenan
Na madrugada de 23 de outubro de 1976, ocorreu outro tiroteio, dessa vez no Queens. Carl Denaro, 25, e Rosemary Keenan, 38, estavam estacionados em Flushing, Queens. Keenan estava na direção de seu Volkswagen Beetle e Denaro era passageiro. Por volta da 1:30, a janela do carro foi estilhaçada e o casal ouviu vários disparos. Denaro e Keenan não viram quem deu os tiros. Denaro foi atingido na cabeça e Keenan ficou ferida superficialmente pelos estilhaços. Foram se socorrer no bar do Peck. Denaro teria que implantar uma placa de metal na cabeça em função do ferimento.
A polícia encontrou balas de calibre .44 mas as deformações impediram a identificação da arma. Denaro tinha cabelo comprido e a polícia especulou que o assassino pudesse tê-lo confundido com uma mulher. O pai de Keenan era um policial veterano e aprofundaria as investigações. Como no caso Lauria-Valenti, não havia motivo para os disparos e a polícia fez poucos progressos.
Berkowitz mais tarde contaria que ele observara e ajudara no crime mas quem atirara em Denaro fora uma mulher da qual ele não sabia o nome. As vítimas teriam sobrevivido em função do atirador não estar familiarizado com a .44 Bulldog.

### Donna DeMasi e Joanne Lomino
Na noite de 26 de novembro de 1976, Donna DeMasi, 16, e Joanne Lomino, 18, voltavam para casa depois do cinema e ficaram do lado de fora da casa de Lomino, num lugar iluminado pela luz da rua. Um homem alto, louro-escuro e de olhos negros e com uma vestimenta militar se aproximou e ficaria próximo das garotas.
DeMasi e Lomino acharam que ele estava perdido e iria perguntar sobre a direção a tomar. Ele começou a falar "Você pode me dizer como chegar," até que sacou um revólver e atirou em cada uma das garotas uma vez. Enquanto elas estavam caídas, ele faria outros disparos. Os vizinhos ouviram o barulho e um dos moradores avistou o atirador louro correndo com uma pistola na mão esquerda. DeMasi e Lomino ficaram internadas com vários ferimentos: Lomino ficou paraplégica mas DeMasi se recuperou.
Baseados no testemunho de DeMasi, Lomino e dos vizinhos, a polícia começou a procurar um homem louro. A arma foi identificada tendo o calibre 44. Berkowitz alega: quem atirou foi o membro do culto John Carr e que um policial de Yonkers estava envolvido no crime.

### Christine Freund e John Diel
O ano novo começaria com mais tiroteios no Queens. Na madrugada de 30 de janeiro de 1977, um casal de noivos, Christine Freund, 26, e John Diel, 30, estavam dentro do carro de Diel (um Pontiac Firebird), preparando-se para ir a uma casa de dança após terem assistido a Rocky: Um Lutador no cinema.
Três balas atingiram o carro por volta da meia-noite e meia. Em pânico, Diel dirigiu em busca de ajuda. Ele recebeu ferimentos superficiais mas Freund levou dois tiros. Ela morreu poucas horas depois no hospital. Não viram quem os atacou.
A polícia determinou o uso da Bulldog .44. Foi feito o primeiro anúncio público sobre as similaridades desse ataque com os outros dois e que poderia haver conexões entre eles; foi dito sobre o calibre .44  e que as vítimas eram mulheres jovens, com cabelos longos e escuros, atacadas em carros estacionados e com acompanhantes.

### Virginia Voskerichian
Por volta das 7h30 da noite de 8 de março de 1977, a estudante da Universidade de Colúmbia Virginia Voskerichian, 19, estava voltando para a casa da escola. Ela morava próxima ao lugar do ataque a Christine Freund. O ataque a Voskerichian difere dos outros do Filho de Sam. Ela estava sozinha e o horário era diferente.
Não houve testemunhas diretas do assassino de Voskerichian. Ela tinha tentado se proteger colocando os livros na frente do rosto, mas a bala atravessou e atingiu sua cabeça, matando-a. Ao ouvirem os disparos, os vizinhos correram para o local e viram uma pessoa que descreveram como um garoto de 16 a 18 anos de idade e sem barba, usando um boné.
Berkowitz contou que ele esteve na cena do crime de Voskerichian, mas que a atiradora fora uma mulher de Westchester (Nova Iorque)". Disse ainda que esse ataque foi para confundir a polícia, alterando-se o modus operandi.

## Imprensa e divulgação

### Conferência de Imprensa em 10 de março de 1977
Em 10 de março de 1977 investigadores da NYPD e o prefeito da cidade Abraham Beame declararam à imprensa que o mesmo revólver .44 Bulldog fora a arma do crime nos assassinatos de Lauria e Voskerichian. Documentos oficiais descobertos mais tarde, diriam que essas provas da mesma arma eram na verdade inconclusivas.
No mesmo dia foi iniciada a "Operação Omega" que consistia numa força-tarefa de 300 homens liderada pelo Inspetor-Assistente Timothy J. Dowd. A polícia suspeitava de uma vingança do assassino contra as mulheres jovens, devido talvez a uma rejeição. Declararam que o adolescente era na verdade testemunha e não suspeito. Foi dito que o homem alto e de cabelo preto da descrição das vítimas Lauria-Valenti era o atirador da calibre 44.

### Implicações
Os crimes tiveram grande divulgação, com televisão, jornais e rádio especulando e dando detalhes dos casos em grande quantidade. O publicista australiano Rupert Murdoch que tinha adquirido recentemente o New York Post, realizou talvez a cobertura mais sensacionalista dos crimes. O prefeito Beame liberou fundos sem precedentes para a NYPD na tentativa de ajudar a solucionar o caso.

## Outro ataque

### Alexander Esau e Valentina Suriani
Na madrugada de 17 de abril de 1977, Alexander Esau, 20, e Valentina Suriani, 18, estavam no Bronx, a poucos quarteirões da cena do crime de Lauria-Valenti. Por volta das três da manhã, cada um deles foi atingido duas vezes e vieram a falecer. Suriani morreu no local e Esau foi levado ao hospital, mas morreu sem poder descrever quem os atacara.
Nos dias que se seguiram, a polícia repetiu a teoria de que apenas um homem fora o responsável pelos assassinatos com a calibre .44.
Berkowitz disse que fora o responsável pelas mortes de Esau-Suriani.

## Cartas e perfis

### Carta do Filho de Sam

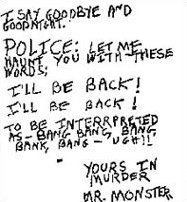
Trecho da primeira carta, na qual o assassino refere-se a si como "Filho de Sam"

Numa rua próxima dos assassinatos de Esau-Suriani, um policial descobriu uma carta escrita à mão, endereçada ao capitão da NYPD Joseph Borrelli.
O autor da carta admitia ser um monstro e dizia ser o "Filho de Sam". Dizia que Sam gostava de beber sangue para se manter jovem e o ordenava para "sair e matar" ("Go out and kill"). "Papa" Sam o mantinha preso no sótão e com isso ele via o mundo pela janela, sentindo-se um desajustado. Para parar de cometer assassinatos tinha que ser morto. Ele não queria matar mais, mas o fazia em honra de seu pai. Desejava uma feliz Páscoa para os moradores do Queens.
A descoberta da carta foi anunciada mas o conteúdo permaneceu em segredo. Em um trecho sobre ataque cardíaco, foi lembrado pela polícia que Lauria era uma técnica médica e Valenti estudava enfermagem.

### Perfil psicológico e outras investigações
O perfil psicológico foi feito pela polícia em 26 de maio de 1977. Ele foi descrito como um neurótico e provavelmente paranóico e esquizofrênico, que acreditava ser vítima de possessão demoníaca.
A polícia investigou 56 proprietários de .44 Bulldog e os testes não localizaram a arma. Também foram colocados agentes disfarçados de amantes em carros estacionados em áreas isoladas da cidade.

### A carta de Breslin
Em 30 de maio de 1977, o colunista Jimmy Breslin do New York Daily News recebeu uma carta manuscrita de alguém que se dizia o assassino da .44. A carta foi postada em 30 de maio em Englewood, Nova Jérsei. A carta trazia a pergunta "What will you have for July 29?" interpretada como uma ameaça de crime no aniversário da primeira aparição do assassino.

### Respostas da polícia para a carta de Breslin
Breslin notificou a polícia, que deduziu que a mesma tinha sido escrita por alguém que sabia dos ataques. As palavras sofisticadas em relação ao estilo rude da primeira, foram interpretadas como tendo sido criação de algum expert em publicidade, design gráfico e similares. Também foi pedida uma exibição privada do filme de horror The Wicker Man (1973), possivelmente referenciado no texto. A carta foi publicada uma semana depois no Daily News. Houve pânico na cidade e a policia recebeu centenas de denúncias, provavelmente sem bases. As mulheres de cabelos escuros passaram a pintá-los de outra cor e aumentou a demanda por perucas. Durante um dos verões mais quentes registrados, o povo permaneceu dentro das casas à noite.

## Últimos ataques
Sal Lupo e Judy Placido: Em 26 de junho de 1977, o casal estava no carro quando foram desferidos três disparos na lataria". Os ferimentos foram superficiais. Berkowitz disse que o membro do culto Michael Carr fora quem atirara. Contou que os membros cultistas queriam atirar em alguém que frequentava a discoteca Elephas por acharem que o local fazia referência ao trabalho do ocultista do século XIX Eliphas Levi, estudado por eles.
Stacy Moskowitz e Robert Violante: Em 31 de julho de 1977 no Brooklyn, o casal estava no carro estacionado de Violante. Quando se beijavam, um homem se aproximou do lado do passageiro e atirou dentro do carro, acertando os ocupantes na cabeça. Depois fugiria para o parque. Moskowitz morreu horas depois e Violante sobreviveu cega de um olho e com a visão do outro afetada. O cabelo dela era curto e louro. Os disparos foram testemunhados por Tommy Zaino, 19. Uma mulher chegou a informar uma placa do carro do assassino: 4-GUR ou 4-GVR. Outras testemunhas apareceram, sendo o caso com o maior número delas até então. Berkowitz disse que o atirador fora um amigo de John Carr, recém-chegado da Dacota do Norte. Berkowitz disse que seu Ford Galaxie, placa 561 XLB, tinha recebido uma multa de estacionamento proibido (perto de um hidrante) às 2h05 da manhã.

## Suspeita e prisão

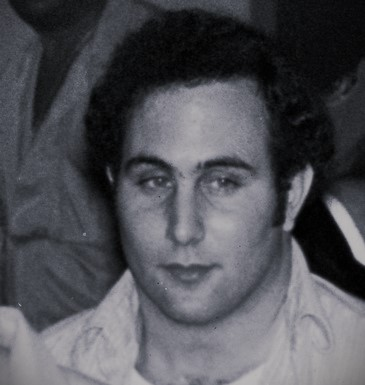
Berkowitz no momento de sua prisão, em 10 de agosto de 1977.

Na noite em que Moskowitz e Violante foram atingidos, Cacilia Davis, que morava próxima da cena do crime, viu Berkowitz rondando na vizinhança e retirar o bilhete de multa do seu Ford Galaxie amarelo. Dois dias depois ela foi à polícia.
Apesar de negar, a polícia tratou Berkowitz inicialmente como uma possível testemunha e não um suspeito. Isso mudou em 9 de agosto de 1977, sete dias após Cacilia Davis ter contado sobre o homem com a multa. O detetive da NYPD James Justis telefonou para a polícia de Yonkers para perguntar pelo bilhete e sobre Berkowitz. O sargento Mike Novotny disse que a polícia local suspeitava de Berkowitz, ligando-o a crimes em Yonkers que tinham sido mencionados nas cartas do Filho de Sam. Para a surpresa da NYPD foi falado que Berkowitz poderia ser o Filho de Sam.
No dia seguinte, a polícia investigou a rua e o carro multado de Berkowitz. Foi encontrado um rifle Commando Mark III, munição, mapas das cenas dos crimes e uma carta para o sargento Dowd da Força-Tarefa Omega, com mais ameaças de assassinatos. A polícia esperou por  Berkowitz sair do apartamento onde morava. Ele saiu as 10 da manhã, carregando a .44 Bulldog num saco de papel. Ele foi preso em frente ao seu apartamento na Pine Street em Yonkers, em 10 de agosto de 1977.
A polícia revistou o apartamento e encontrou grafites satânicos nas paredes. Havia também um diário.

## Julgamento e Sentença
Durante o julgamento os policiais foram questionados pela revista do carro ter sido ilegal. A posse do rifle também seria legal no Estado de Nova Iorque. Durante os interrogatórios, Berkowitz disse que o mencionado "Sam" era o vizinho chamado Sam Carr e, Harvey era o cão labrador negro de Carr, que fora possuído por um antigo demônio e que através dele a entidade o ordenava assassinar. Berkowitz disse que uma vez tentou matar o animal mas fracassou por interferências sobrenaturais.
Em 12 de junho de 1978, o assassino foi condenado a cumprir pena na prisão por seis homicídios, ou 365 anos. Ele ficou prisioneiro inicialmente no Presídio de Attica.

## Na prisão
Em 1979 Berkowitz sofreu um atentado à faca na prisão. Ele se recusou a identificar o agressor mas sugeriu que o culto estava por trás. Ele ficou com uma cicatriz na garganta. Em 1987 ele se reconverteu ao cristianismo. Desde então ele tenta conseguir liberdade condicional.

## Lei Filho de Sam
A lei foi aprovada por muitos estados, quando Berkowitz recebeu grandes quantias de dinheiro pela publicação de sua história. Pela nova legislação, o estado é autorizado a receber todo o dinheiro arrecadado pelo criminoso por cinco anos, a fim de destiná-lo para compensar as vítimas.

## Legado
O Verão de Sam (do inglês Summer of Sam), um drama de Spike Lee lançado em 1999 com o ator Michael Badalucco no papel do assassino, onde retrata as tensões que se desenvolvem em um bairro do Bronx durante as filmagens, e o papel de Berkowitz é amplamente simbólico. Um personagem secundário no roteiro, ele funciona "principalmente como uma metáfora furiosa para a visão de Lee dos anos setenta como um período de excesso amoral". Berkowitz foi relatado como perturbado pelo que ele chamou de exploração da "feiúra do passado" no filme de Lee. 
Outros filmes sobre Berkowitz incluem Ulli Lommel 's Son of Sam (2008; direct-to-video ), o filme da CBS Out of the Darkness (1985). O personagem Son of Sam desempenhou um papel secundário significativo na minissérie The Bronx Is Burning (2007). Oliver Cooper o retratou na série de TV Mindhunter (2019). Em 2021, a Netflix lançou a série documental The Sons of Sam: A Descent Into Darkness, voltando a descrever em detalhes a teoria do culto satânico sustentada pelas investigações do jornalista Maury Terry.

No episódio "The Diplomat's Club" da série Seinfeld, Kramer usa a mala postal de David Berkowitz, de Newman , como garantia para uma aposta nos horários de chegada dos aviões. Em outro episódio de Seinfeld, " The Frogger ", Kramer propõe o nome "Son of Dad" como um apelido para o novo serial killer The Lopper, uma referência ao apelido de Berkowitz "Filho de Sam". No episódio de Seinfeld "The Junk Mail", o amigo de Jerry, Frankie, encontra George na van de Jerry e diz através da janela fechada do lado do motorista: "Van de Seinfeld!" George confunde isso com "Filho de Sam!" e exclama: "Eu sabia que não era Berkowitz!".